# Gordon Dunn
Gordon Glover Dunn (ur. 16 kwietnia 1912 w Portland w stanie Oregon, zm. 26 lipca 1964 w San Francisco) – amerykański lekkoatleta, specjalista rzutu dyskiem, wicemistrz olimpijski z 1936.
Na igrzyskach olimpijskich w 1936 w Berlinie Dunn zdobył srebrny medal w rzucie dyskiem, za swym rodakiem Kenem Carpenterem.
W 1934 został akademickim mistrzem Stanów Zjednoczonych, zarówno NCAA, jak i IC4A w rzucie dyskiem. Był wówczas studentem Stanford University.
Jego rekord życiowy wynosił 52,25 m i pochodził z 1936.
W latach 1949–1957 był burmistrzem Fresno w Kalifornii.